# 伊謝爾山
47°32′21″N 8°36′26″E / 47.5393°N 8.60718°E

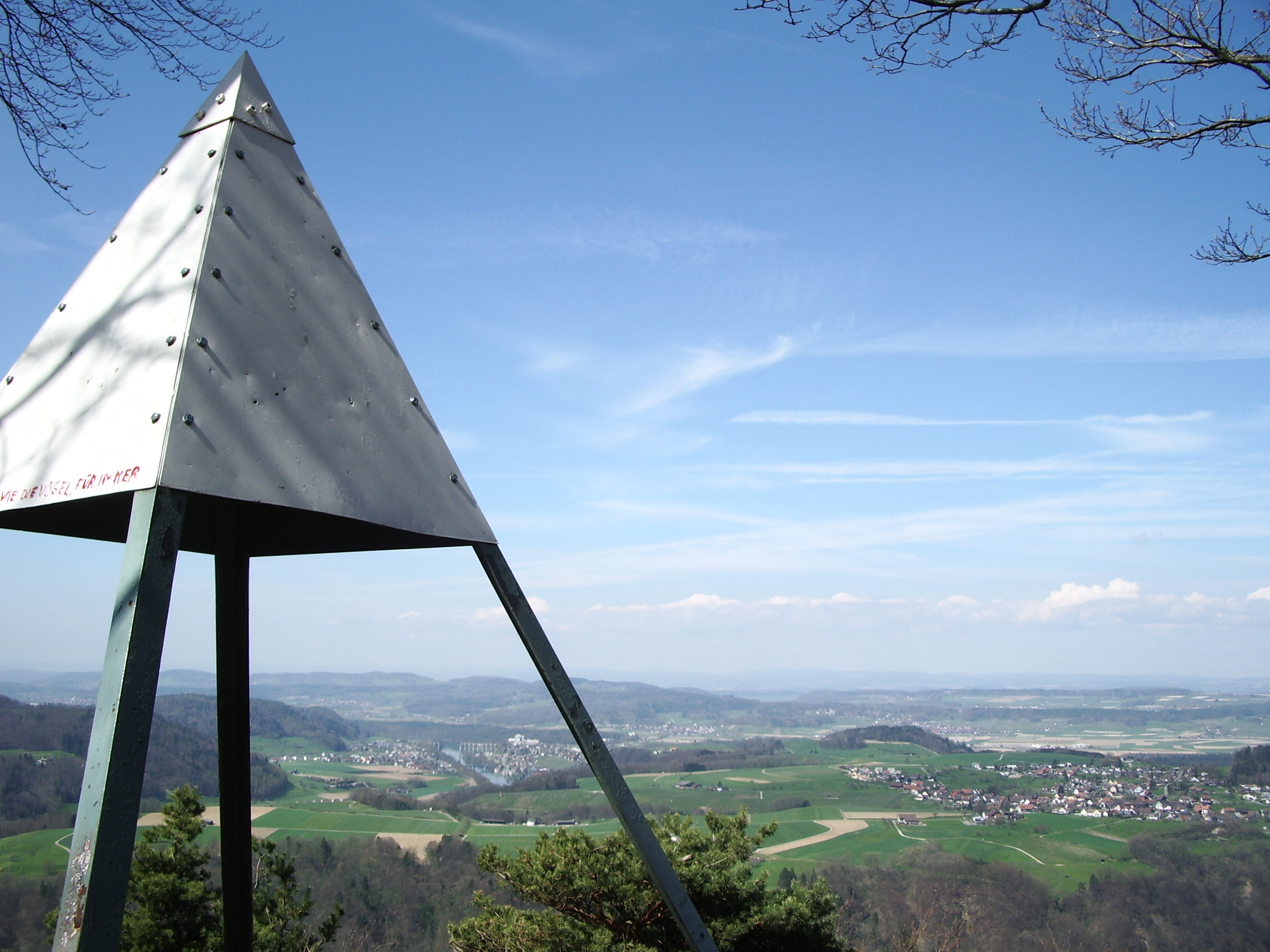

伊謝爾山（德語：Irchel）是瑞士苏黎世州的山峰，位於該國北部，屬於瑞士高原的一部分，距離莱格恩山14.9公里，海拔高度694米，每年平均降雨量1,693毫米。